# Chris Broderick
Chris Broderick (født 6. marts 1970 i Lakewood, Colorado, USA) er den nuværende leadguitarist i det amerikanske thrash metal-band Act of defiance. Han har tidligere været leadguitarist i Megadeth, før dette besad han positionen som Jag Panzers leadguitarist/keyboardspiller, hvor han var med til at indspille de fire albums The Age of Mastery, Thane to the Throne (et konceptalbum om Shakespeares Macbeth), Mechanized Warfare og Casting the Stones, før han sluttede sig til Megadeth som afløser for Glen Drover. Også inden Broderick blev medlem af Megadeth og stadig var med i Jag Panzer, optrådte han som turnéguitarist for Nevermore mellem 2001 og 2003 og derefter igen mellem 2006 og 2007.